# Новицкий, Алексей Петрович
Алексей Петрович Новицкий (7 (19) апреля 1862, Симбирск — 24 сентября 1934, Киев) — русский и советский историк искусства, библиограф. Академик Всеукраинской академии наук (с 1922).

## Биография
Происходил из древнего казачьего украинского рода Новицких. После переезда семьи в Москву, учился в Катковском лицее, где увлёкся физикой; в 1882 году поступил на физико-математический факультет Московского университета. Во время обучения в университете увлёкся историей; посещал лекции историков В. О. Ключевского, Н. И. Стороженко, Н. С. Тихонравова. После окончания в 1887 году университета написал исторический очерк «Художественная галерея Московского публичного и Румянцевского музея» (М.: тип. А. И. Мамонтова и К°, 1889. — 315 с.), который был замечен И. Е. Забелиным, пригласившим Новицкого помощником библиотекаря в Императорском российском историческом музее в Москве. В музее Новицкий работал в течение 1889—1898 годов, затем — библиотекарем в Высшем художественном училище живописи, скульптуры и архитектуры при Императорской Академии художеств (1897—1918). В 1907—1909 годах, являясь сотрудником архитектурного отдела Политехнического музея, он организовал при нём популярные художественные курсы.
В 1918—1922 годах жил в Крыму. В 1919 году возглавил Феодосийскую фундаментальную библиотеку. Весной 1922 года Новицкий был избран профессором кафедры русской истории Феодосийского института народного образования и назначен директором Феодосийского археологического музея.
После избрания Новицкого академиком Всеукраинской академии наук (ВУАН) он, 31 августа 1922 года, выехал в Киев. Предметом особого интереса Новицкого стала его деятельность во Всеукраинским археологическом комитете. Кроме того, 14 октября 1926 года он стал директором Театрального музея.
С 17 октября 1893 года он был женат на Юлии Ивановне Остроглазовой, дочери И. М. Остроглазова; 18 августа 1896 года у них родилась дочь Мария — будущий искусствовед.
Умер в Киеве; похоронен на Лукьяновском кладбище (участок 30, ряд 6, место 3).

## Искусствоведческая деятельность
В 1892—1894 годах был главным редактором московского журнала «Русский художественный архив» (изд. В. А. Головин); в этом журнале Новицкий полностью опубликовал письма исторического живописца Андрея Ива́нова своему сыну Александру, автору знаменитой картины «Явление Христа народу» (письма сына к отцу считаются утраченными по небрежению внучки и племянницы двух художников — Е. А. Сухих).
Член московских археологического (с 1906), нумизматического, архитектурного и художественного обществ. Был делегатом на XIV и XV Археологических съездах. Состоял с 1909 года членом Черниговской учёной архивной комиссии и Украинского Научного общества. В 1911 году организовал в Москве две выставки, посвящённые пятидесятилетию со дня смерти Тараса Шевченко; в 1914 году появилась его работа «Тарас Шевченко як маляр» («Тарас Шевченко как художник». — Львов-Москва, 1914. — 86 с.). Составлял реестр украинских памятников в Москве; планировал организовать Первую выставку украинских художников в Москве, чему помешала начавшаяся Первая мировая война.
Написал «Историю русского искусства» (современное издание: Новицкий А. П., Никольский В. А. История русского искусства. — М.: Эксмо, 2007. — 699 с.). Он является автором обзора: «Городская галерея Павла и Сергея Третьяковых» (М.: Комис. по устройству чтений для рабочих, 1905. — 84 с.). Написал: «Опыт полной биографии А. А. Иванова» (М.: Изд. худож. фототип. К. А. Фишер, 1895. — 253 с.); собирая материалы для этой книги А. П. Новицкий встретился с И. К. Айвазовским — автограф записи воспоминаний хранится в Институте рукописи Национальной библиотеки Украины им. В. И. Вернадского.
Кроме этого им были изданы:
- Передвижники и влияние их на русское искусство. — М.: Гросман и Кнебель, (И. Кнебель), 1897. — 162 с.
- Черты самобытности в украинском зодчестве.
- Граф Ф. П. Толстой. — Киев: тип. Шк. (мастерской) печ. дела, 1912. — 40 с.

В Киевский период жизни А. П. Новицкий принимал деятельное участие в разработке декрета «Об охране памятников культуры и природы» и «Положения о памятниках культуры и природы»; 17 июня 1929 года в докладе Новицкого на заседании совета ВУАН была выдвинута задача реставрации Софийского собора. Он также участвовал в работе комиссии по изучению состояния Андреевской горки — на основе многочисленных архивных материалов Новицкому удалось выразить обоснованные рекомендации по проведению работ в районе Андреевской церкви. Вместе с академиком М. С. Грушевским он выступил одним из инициаторов объявления заповедником комплекса зданий Братского монастыря. Новицкий выражал обеспокоенность возможностью гибели целого ряда памятников в результате затопления территории в связи со строительством Днепрогэса; по его настоянию 10 февраля 1927 года Всеукраинский археологический комитет образовал специальную комиссию по исследованию территории Днепрогэса.